# Єжево (Свецький повіт)
Єжево (пол. Jeżewo, нім. Jeschewo, 1942–45 Jeschau) — село в Польщі, у гміні Єжево Свецького повіту Куявсько-Поморського воєводства.
Населення — 1903 особи (2011).

## Демографія
Демографічна структура станом на 31 березня 2011 року:
|          | Загалом | Допрацездатний вік | Працездатний вік | Постпрацездатний вік |
| -------- | ------- | ------------------ | ---------------- | -------------------- |
| Чоловіки | 943     | 199                | 644              | 100                  |
| Жінки    | 960     | 191                | 563              | 206                  |
| Разом    | 1903    | 390                | 1207             | 306                  |